# 帆船模型
帆船模型（はんせんもけい）は、実際に海上を航海した、もしくは歴史上存在した帆船の縮小再現模型である。完成品と組み立てキットが存在する。

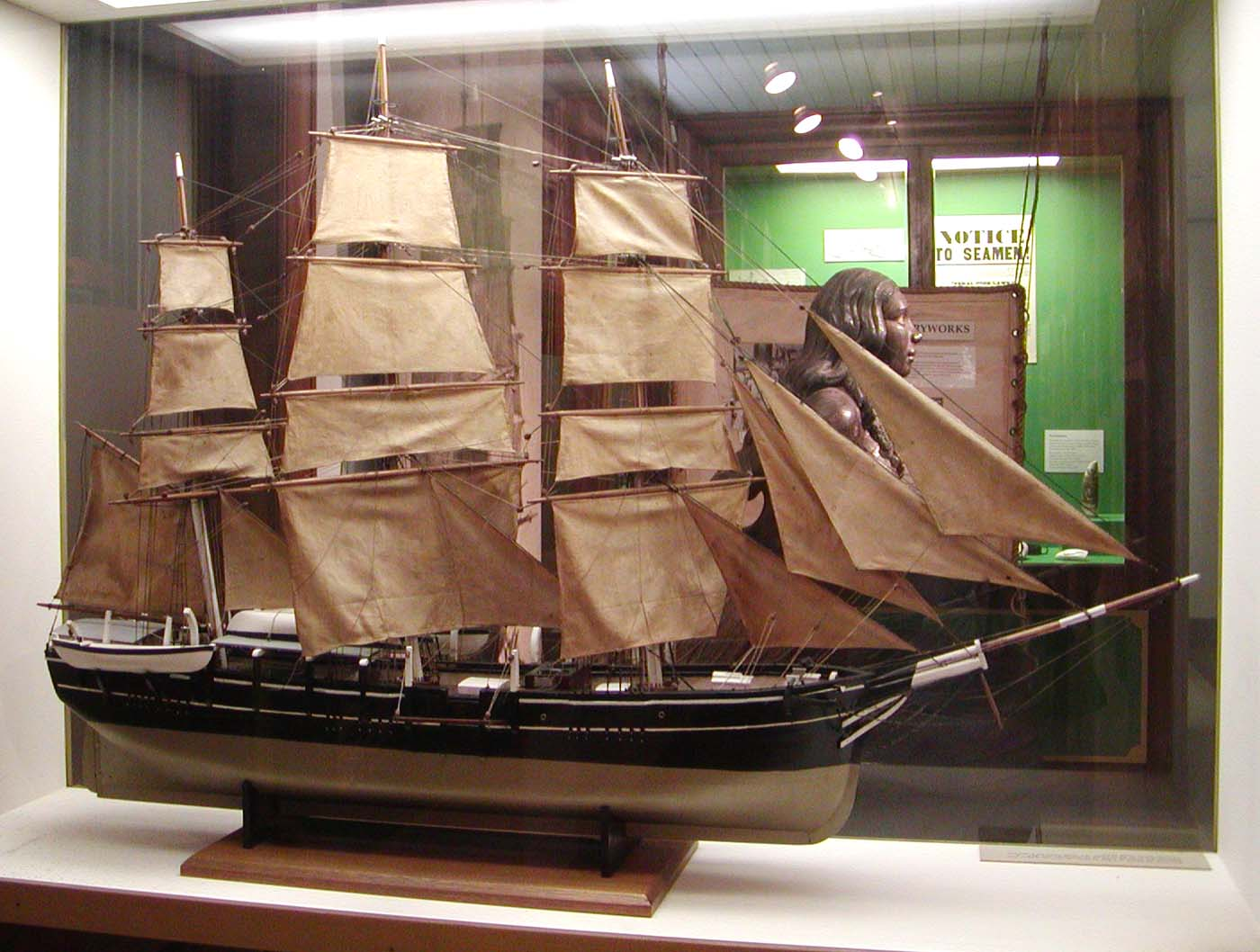
帆船模型の一例

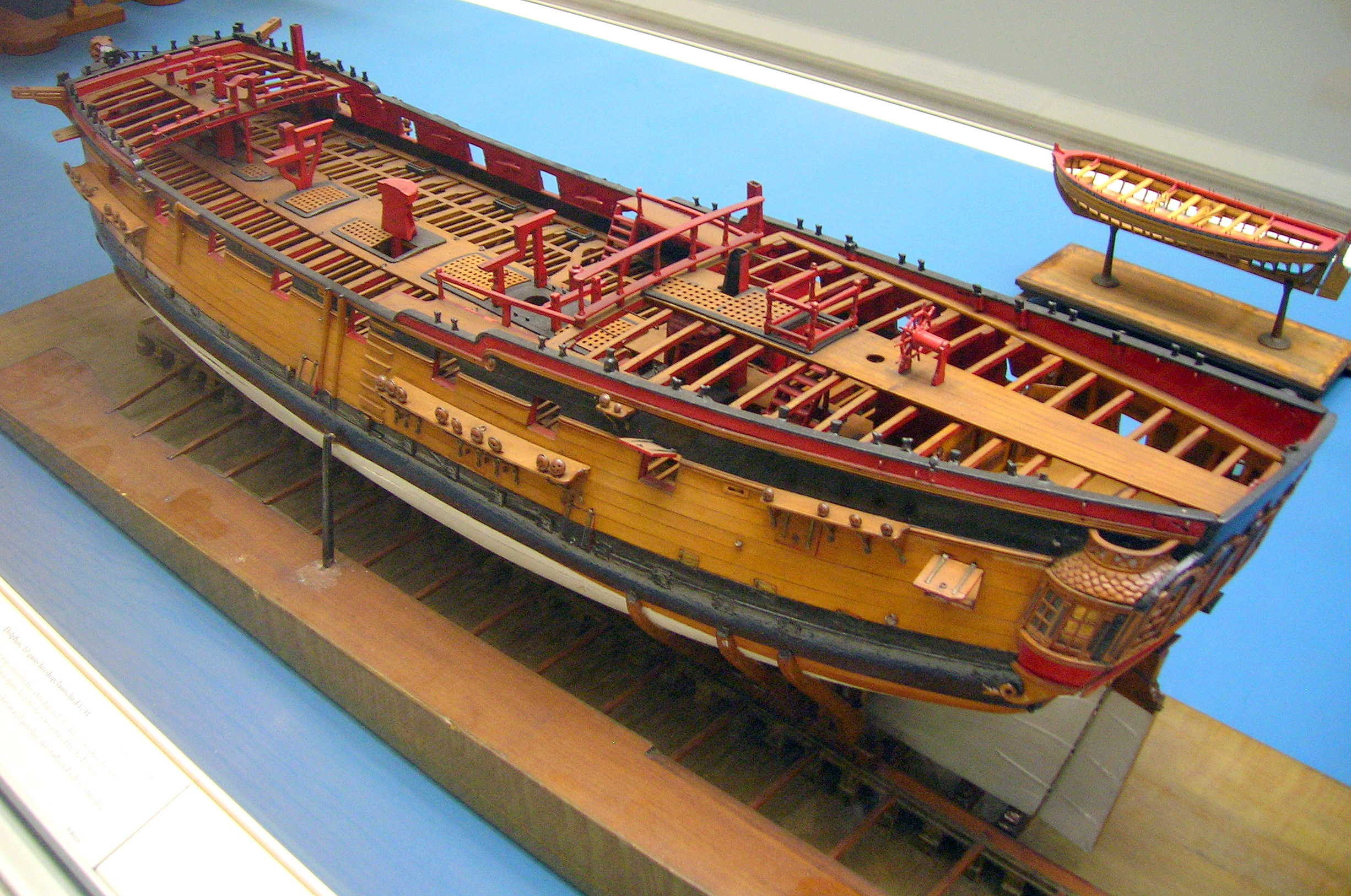
18世紀の火船、ドルフィンの模型

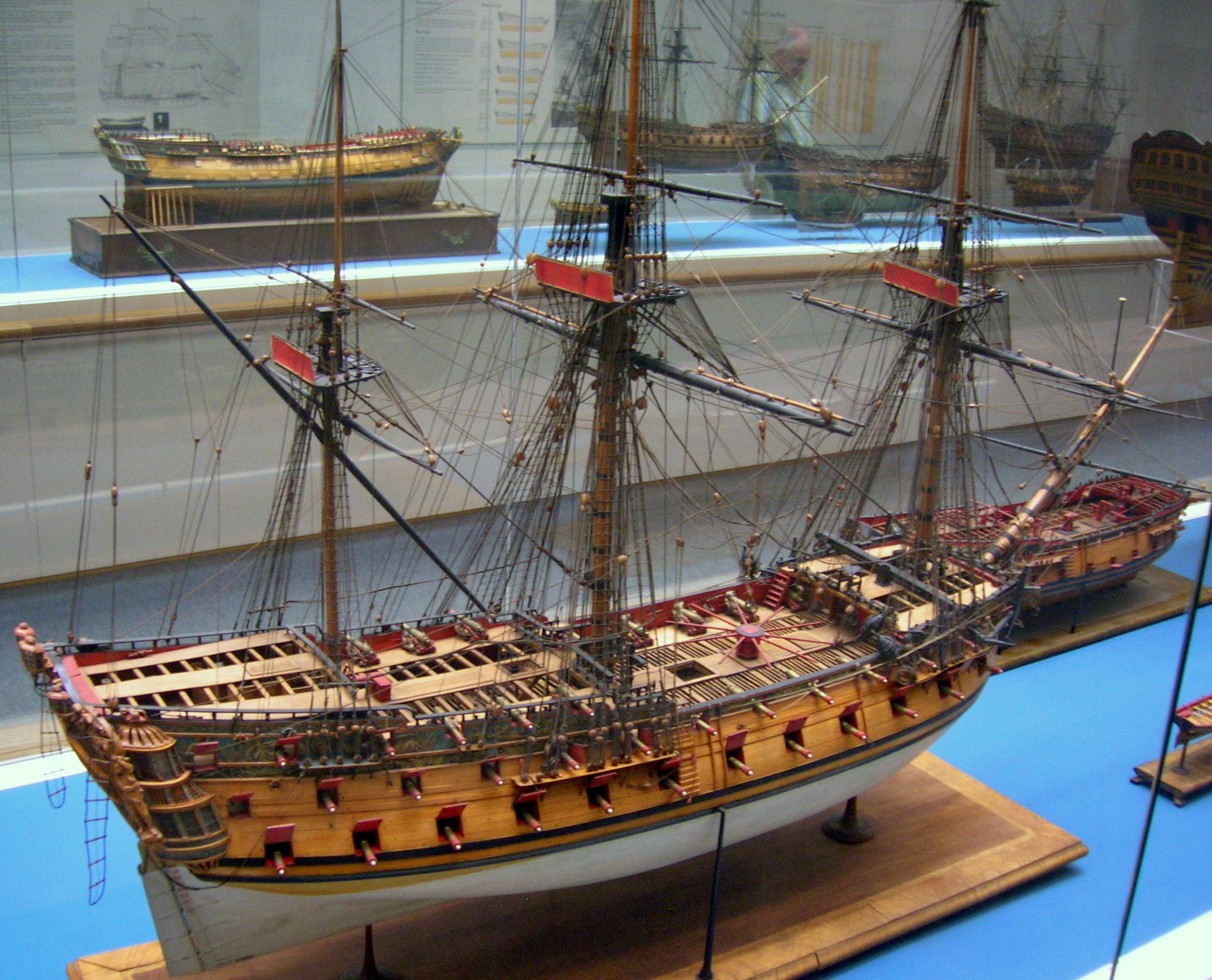
18世紀の60門艦メドウェイの模型

前述のとおり、実際に海上を航海していない帆船や歴史上存在していない帆船の模型は「帆船模型」ではない。そのため、建造予定時点での帆船の模型や、アニメ作品などで登場する架空の帆船の模型は含まれない。

## 概要
かつて大航海時代をささえた帆船を再現した模型を指して帆船模型ということが多い。これは帆船模型の起源が、王侯・貴族・富裕商人らが実際に帆船を製作する前に、検討用に製作した模型とされているためである。そのため材質・製作方法は本物に準じることが標準で、組み立てキットとして売られている製品であっても船底の木材は数十枚のまっすぐな木の板であり、キール（竜骨）やリブ（肋材）に沿って貼り付け、微妙なカーブラインを出すのは製作者にまかされている。そのため製作には高度の工作力と、時代考証が求められ、キングオブホビー（キングスホビー）とも呼ばれる。
大航海時代のものだけではなく、ギリシャ・ローマ時代のガレー船や中国のジャンク船、明治時代に作られた日本の帆船の模型も人気があるので、言葉どおり帆船、もしくはそれに準じるものの模型と考えて差し支えはない。
本項の模型を含み、船舶の模型は船舶模型と呼ばれる。

## 主なキットメーカー
- イタリア：アマティ（Amati）、コーレル（Corel）、マモリ（c.mamoli）、ユーロモデル（Euromodel）、マンチュア（Mantua-Sergal）（別ブランドとしてパナルト Panart も）、ヴィクトリーモデル（Victory Models）
- スペイン：アルテサニア（Artesania）、コンストラクト（Constructo）、アークレー（OcCre）
- イギリス：カルダークラフト（Caldercraft）、ジョティカ（JoTiKa）
- デンマーク：ビリングボート（Billing Boats）
- チェコ：デュセック（Dusek）
- アメリカ：モデルシップウェイ（Model Shipway）
- 日本：ウッディジョー